# Tigard
Tigard est une ville américaine, située dans le comté de Washington dans l'Oregon dans l'aire métropolitaine de Portland, et dont la population est estimée en 2006 à 46 300 habitants.  Le nom de la ville provient de Wilson M. Tigard, un des fondateurs de la ville.